# Рубель, Александр Андреевич
Алекса́ндр Андре́евич Ру́бель (эст. Aleksandr Rubel, род. 25 декабря 1980, Украинская ССР, СССР) — эстонский серийный убийца. В состоянии опьянения бензиновыми пара́ми он убил шесть человек в Таллине. Рубель был приговорён к максимальному наказанию, предусмотренному на тот момент эстонским законом для несовершеннолетних — 8 годам лишения свободы.

## Биография

### Убийства
Рубель был в состоянии опьянения бензином во время совершения преступлений.
19 сентября 1997 года Рубель убил Тыну Пылда 1952 года рождения, соседа-инвалида. По словам Рубеля, он по непонятным причинам должен был тогда убить кого-нибудь и выбрал Пылда, потому что он был инвалидом и не мог оказать сопротивления.
7 ноября 1997 года второй жертвой Рубеля стал Алексей Павлов (род. 1963). Соучастником был отец Александра Андрей Рубель. Согласно его показаниям, Андрей Рубель думал, что Павлов состоял в интимной связи c его женой. Павлова отправили в пустую комнату в доме, где он был задушен и выброшен из окна третьего этажа. Впоследствии Рубель-старший был приговорён к 7 годам лишения свободы.
Между 22 и 24 января 1998 года Рубель зарезал ножом Евгения Шелеста (род. 1947) на пляже Строоми.
2 февраля 1998 года Рубель убил и обезглавил топором случайного прохожего Владимира Иванова (род. 1954). Рубель убил его, после того как попросил у Владимира сигарету и 5 крон на бензин.
9 февраля 1998 года Рубель убил Ольгу Воронкову (род. 1944).
По некоторым данным, где-то между 28 февраля и 1 марта 1998 года в своём доме был убит Владимир Кинзерский (род. 1944). Установить причастность Рубеля к данному эпизоду не удалось, хотя в ходе предварительного следствия Рубель признался в совершении семи убийств.
4 июня 1998 года Рубель убил 15-летнюю Алису Сийвас (род. 22 февраля 1983) в Пальяссааре, перерезав ей горло.

### Арест, следствие и суд
Прокурор Хинге Бранд потребовал признать Александра виновным в совершении шести убийств и назначить для него наказание в виде 8 лет лишения свободы, поскольку Рубель был несовершеннолетним во время серии убийств.
На суде Рубель угрожал убить прокурора и сказал, что хочет создать своё собственное кладбище.
Таллинский суд приговорил Александра Рубеля к 8 годам лишения свободы. 8 июня 2006 года Рубеля освободили из Тартуской тюрьмы. В 2007 году, сменив имя и фамилию, выехал на территорию Украины.